# Замков, Алексей Андреевич
Алексе́й Андре́евич Замков (1883—1942) — русский и советский врач, хирург, терапевт, уролог, учёный, создатель первого в мире промышленного препарата гормональной терапии «Гравидан». Муж скульптора-монументалиста Веры Мухиной.

## Биография
Родился в крестьянской семье, внук крепостного. Окончил церковно-приходскую школу и Клинское уездное училище. Сильный характер Замков проявил ещё в детстве: «Каждый день — и в зимние морозы и в весеннее половодье — пробегал пять вёрст туда, пять вёрст обратно. Окончил четыре класса, и отец увёз его с собой, в Москву».
С 15 лет работал в артели. В артели «Московского купеческого банка» работал отец Замкова и родственники. Воронова пишет: «Перебиваясь с хлеба на квас, отказывая себе во всём, окончил курсы и стал бухгалтером».
Участвовал в революции 1905 года. Его сын Всеволод Замков вспоминал: «Отец — участник восстания на Красной Пресне в 1905 года, боевик, близкий к Л. Б. Красину, М. Ф. Андреевой и А. С. Бубнову, в середине 1910-х годов совершенно отошёл от революционной деятельности, стал врачом и всю жизнь повторял: „Людей надо лечить, а не убивать“». В двадцатишестилетнем возрасте (1909) сдал экзамен на аттестат зрелости в Серпуховской Александровской гимназии. В 1914 году окончил медицинский факультет Московского университета (диплом с отличием выдан 29 июля 1915 года). После окончания университета работал практикующим врачом. Снял квартиру с телефоном в Докучаевом переулке, дом 12, в которой жил и принимал пациентов. 
Ушёл на фронт Первой мировой войны военным хирургом. В. И. Мухина вспоминала, что тяжело больным с фронта он попал в госпиталь.
С 1927 года — лаборант профессора Н. К. Кольцова в Государственном институте экспериментальной биологии.
Получил известность после того как, созданный им в 1929 году препарат «гравидан» при клинических испытаниях (на красноармейцах) дал заметный положительный эффект при лечении целого ряда заболеваний, особенно значительный на фоне примитивного состояния фармакологии в начале XX-го века. Однако в 1930 году, под лозунгом «борьбы со знахарством» работы по препарату были остановлены, а Замков уволен из Института экспериментальной биологии. Чтобы продолжить работы, пытался нелегально, вместе с семьёй, покинуть СССР, но был пойман, обвинён в попытке продажи секрета своего изобретения за границу и осуждён на 3 года административной ссылки (получив «минус 6 городов») с конфискацией имущества. Оказался в Воронеже.
Однако сведения о необычном препарате (в немалой степени усилиями М. Горького) дошли до высшего руководства страны и 21 августа 1932 года. Замков был досрочно освобождён от административной ссылки и назначен директором специально созданной лаборатории урогравиданотерапии. Пациентами Замкова стали известные советские политики и деятели культуры — Молотов, Калинин, Клара Цеткин, Максим Горький, Галина Серебрякова и другие.. Применение препарата считалось столь перспективным, что в 1933 году был создан Государственный институт урогравиданотерапии, директором которого и стал Замков. 
В 1937 году был арестован и расстрелян его родственник — Яков Замков, исчез муж его старшей сестры, Евдокии Андреевны; не выдержав ожидания ареста скончался двоюродный брат и друг юности К. В. Чуренков. В 1938 году институт был расформирован, научная и медицинская деятельность Замкова подвергнута обструкции. Замков тяжело заболел, у него случился инфаркт. 
С октября 1941 года по август 1942 года жил в Каменске-Уральском, где работал врачом-хирургом в больнице № 3 и амбулатории Уральского алюминиевого завода.
После возвращения в Москву умер от второго инфаркта в возрасте 59 лет. Похоронен в Москве на Новодевичьем кладбище. На могиле установлен памятник работы его жены Веры Мухиной с надписью: «Я сделал для людей всё, что мог».
В ряде источников отмечается, что Алексей Замков был одним из прототипов профессора Преображенского из повести Михаила Булгакова «Собачье сердце».

## Неисследованные факты биографии
1) Полковник царской армии 
Родные Замкова использовали в документальном фильме про В. И. Мухину и А. А. Замкова фотографию Замкова в форме полковника царской армии. Указом Александра II от 9 (21) декабря 1856 года установлено, что право на потомственное дворянство приобреталось получением чина полковника (Табель о рангах 6-й класс).
2) Самая блестящая в первой мировой войне карьера.
Если биография Замкова истинна, то он за три года, с 1914 по 1917 год, совершил самую блестящую военную карьеру в первой мировой войне в России, так как до 1914 года он не имел воинских званий а в 1917 году был уже полковником царской армии..
3) Пажеский корпус
В документальном фильме рассказывается, что в одной из своих биографий Замков написал: «Происхождение — из крестьян, образование — Пажеский корпус». Всеволод Сахаров пишет: «Военно-учебное заведение, которое именно делало генералов, — Пажеский Его Императорского Величества корпус в Санкт-Петербурге, кузница гвардейского офицерства, генералитета и правящей элиты. Туда принимались только генеральские сыновья, в течение семи лет получали там соответствующее образование и воспитание (кстати, за плату, доходившую до трёхсот рублей в год), в последних классах становились камер-пажами, то есть военными и придворными, и затем лучшие выпускались офицерами прямо в гвардию. Пажи победнее, как А. А. Брусилов, или бездельники и озорники направлялись тем же чином в армейские полки».

## Семья
- Жена: Мухина, Вера Игнатьевна, скульптор.
  - Сын: Замков Всеволод Алексеевич (9.05.1920—2003) — физик, кандидат физико-математических наук. Был заведующим кафедрой физики Ленинградского мединститута[17]. До седьмого класса Всеволод (дома его звали Волик; его именем назвал своего героя автор повести «Старик Хоттабыч»)[18] не ходил в школу, а учился дома — сказались последствия костного туберкулеза, развившегося на фоне травмы). В 1938 году поступил на физический факультет Московского университета (окончил его в 1947 году).

## Память об учёном А. А. Замкове
В Большой медицинской энциклопедии за 1936 г. о гравиданотерапии была посвящена целая статья (т.33. с.426-429. Москва, ОГИЗ РСФСР, 1936 г.).